# دیوید مک‌کی (تهیه‌کننده)
دیوید مک‌کی (انگلیسی: David Mackay؛ زادهٔ ۱۱ مهٔ ۱۹۴۴) تهیه‌کننده موسیقی، تنظیم‌کننده، مهندس صدا، ترانه‌سرا و موسیقی‌دان اهل استرالیا است.
از فیلم‌ها یا مجموعه‌های تلویزیونی که وی در آن‌ها نقش داشته‌است، می‌توان به بلات در چشم‌انداز اشاره نمود.